# Лаборе, Жан-Батист
Жан-Батист Лаборе (фр. Jean-Baptiste Laborey; 1752—1807) — французский военный деятель, командир батальона (1793 год), участник революционных и наполеоновских войн.

## Биография
Начал службу в звании лейтенанта в жандармерии гвардии короля 29 декабря 1772 года, и прослужил в этом подразделении до 30 сентября 1787 года, после чего вернулся домой. 21 октября 1791 года был избран капитаном 3-го батальона Верхней Соны, который в 1794 году влился в 12-ю полубригаду лёгкой пехоты. Лаборе сражался в 1792-97 годах в рядах Рейнской, Мозельской и Рейнско-Мозельской армий. 1 ноября 1793 года получил звание командира батальона, и 13 июля 1794 года отличился при Трипштате, где взял редут, прикрываемый 8 орудиями. 14 июня 1796 года временно командовал 16-й лёгкой полубригадой, взял редут в Ройте, недалеко от Шпайера, одним из первых переправился через Рейн у Келя. 24 июня во главе 240 человек батальона 16-го лёгкого выбил противника с аванпостов, взял много пленных и 2 пушки с зарядными ящиками, повернул их против неприятеля, и таким образом, смог удержать свою позицию до прибытия подкрепления. Во время отступления генерала Моро из Баварии, Лаборе с батальоном и двумя пушками в течение четырёх часов сдерживал атаки неприятельской колонны в 7000 человек под Нойбургом. Служил в Рейнской, Гельветической, Итальянской и Неаполитанской армиях. Затем входил в состав гарнизона Анконы, и помог выгнать врага из Ниццы, а также заставил его эвакуировать департамент Приморские Альпы. С 1801 по 1802 год служил в Южной наблюдательной армии. В 1803 году был передислоцирован на остров Бель-Иль. С августа 1803 года 16-й полк лёгкой пехоты полковника Ариспа входил в состав 2-й пехотной дивизии Карра-Сен-Сира в лагере Байонна. 29 августа 1805 года дивизия стала частью 7-го армейского корпуса Великой Армии. Принимал участие в кампаниях 1805, 1806 и 1807 годов. Сражался при Йене. 8 февраля 1807 года, командую всем 16-м полком, погиб в сражении при Эйлау.

## Воинские звания
- Лейтенант (29 декабря 1772 года);
- Капитан (21 октября 1791 года);
- Командир батальона (1 ноября 1793 года).

## Награды
- Легионер ордена Почётного легиона (14 июня 1804 года)